# Сімао Інтернешенл Плаза
Сімао Інтернешенл Плаза (кит.: 上海世茂国际广场)  — хмарочос в Шанхаї, КНР. Розташований в районі Хуанпу і є першим хмарочосом збудованим в історичному центрі — Пусі. Висота 60-поверхового будинку дорівнює 256 метрів, з урахуванням двох шпилів розташованих на даху висота будинку становить 333.3 метри і він є третім за висотою хмарочосом Шанхаю. Будівництво було розпочато 28 грудня 2001 року, будівництво було завершено в жовтні 2004 року. Будинок належить Shimao Group.
В будинку розташовані 9-поверховий торговий центр, 48-поверховий готель Le Royal Méridien на 770 номерів і офіси великих компаній.